# Ringwall Oeder Burg

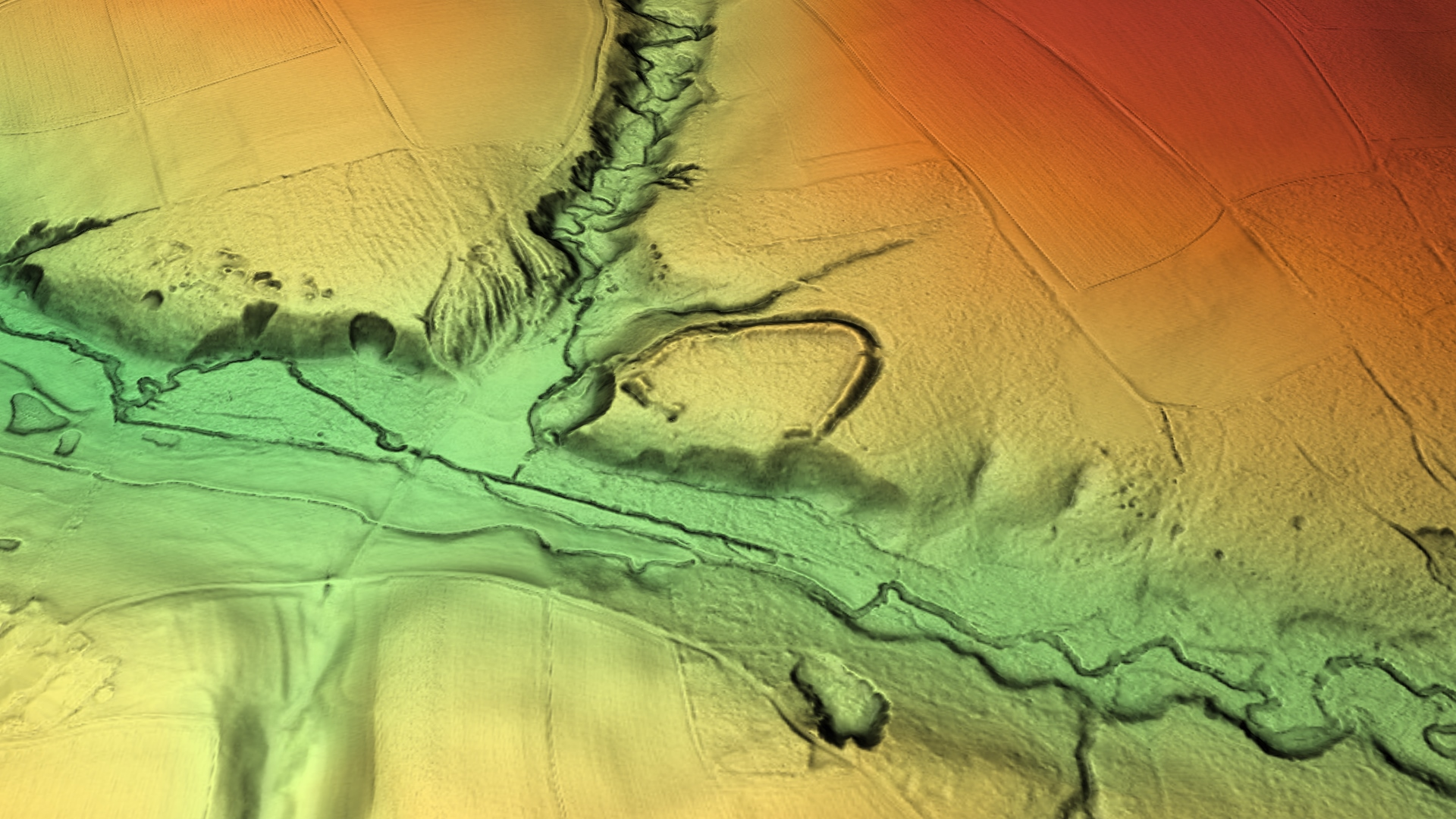
3D-Ansicht des digitalen Geländemodells

Der Ringwall Oeder Burg ist eine abgegangene Ringwallanlage etwa 750 Meter südlich von Krottenbach, einem Gemeindeteil des niederbayerischen Marktes Tann im Landkreis Rottal-Inn. Die Anlage wird als Bodendenkmal unter der Aktennummer D-2-7643-0001 als „Ringwall vor- und frühgeschichtlicher Zeitstellung (‚Oeder Burg‘, ‚Schloßberg‘)“ geführt.

## Beschreibung
Der Ringwall Oeder Burg liegt auf einem bewaldeten Geländehang, der sich in einem rechten Winkel jeweils 15 m über dem Steinbach- und dem Krottenbachtal, beides Zuläufe zum Grasenseer Bach, einem rechten Zufluss zur Rott, trifft. Die Anlage ist annähernd dreieckig mit abgerundeten Ecken und hat ein Ausmaß von 130 m Länge (in Ost-West-Richtung) und 80 m Breite (in Nord-Süd-Richtung). Im Norden befindet sich ein 1,5 bis 2 m hoher Wall (von der Innenseite her gemessen), der nach Südwesten abbiegt und im Osten gerundet umbiegt, hier zieht er 70 m gerade an der Hangkante entlang. Im Südwesten ist im Inneren der Anlage ein weiterer 15 m langer Wall. Auf der Südseite fehlt die Bewehrung weitgehend. Dem Wall ist von außen ein breiter Graben vorgelegt, wobei die Höhendifferenz zwischen Wallkrone und Grabensohle auf der Nordseite 5 m beträgt. An der Westseite befindet sich der ehemalige Zugang, der auch heute noch als Waldweg besteht. Von Westen her ist eine aufgegebene Kiesgrube bis knapp an den westlichen Zugang herangegraben worden. Der nördliche Teil des Walls besteht aus Lehm, der südliche aus Kies. 